# Kafta Sheraro nationalpark
Kafta Sheraro nationalpark är en nationalpark i Etiopien. Den ligger i den nordvästra delen av landet, 600 km norr om huvudstaden Addis Abeba. Kafta Sheraro nationalpark ligger 645 meter över havet.